# Москва Стрийт Съркит
Москва Стрийт Съркит (Moscow Street Circuit) е временна писта за Формула Е, разположена около стоящия празен терен на разрушения хотел Русия в центъра на Москва, Русия.
Тя е дълга 2,29 километра и има 13 завоя. Старт-финалната права се намира на крайбрежния булевард на левия бряг на река Москва, а други забележителности близо до пистата включват Кремъл, Червения площад, храмът Свети Василий Блажени и др. Първият старт на пистата е на 6 юни 2015 г.

## Победители
| Година | Победител      | Отбор       | Време     | Най-бърза обиколка | Пол позишън   | Дата  |
| ------ | -------------- | ----------- | --------- | ------------------ | ------------- | ----- |
| 2015   | Нелсиньо Пикет | НЕКСТЕВ ТСР | 43:18.867 | Себастиен Буеми    | Жан-Ерик Верн | 9 юни |